# Galvanisch Nickel
Galvanisch Nickel (auch elektrolytische Vernickelung) ist eine Beschichtung aus Reinnickel, die mit Hilfe von elektrischem Strom abgeschieden wird. In der Regel werden Mehrfachschichtsysteme abgeschieden wie zum Beispiel Eisen/Kupfer/Nickel (Fe/Cu/Ni) oder Eisen/Kupfer/Nickel/Chrom (Fe/Cu/Ni/Cr). Eisen oder Stahl wird erst durch eine 25 µm bis 50 µm dicke Nickelschicht vor Korrosion geschützt; eine weitere Variante ist das Doppelnickel, um den Korrosionsschutz zu erhöhen.
Galvanische Nickelschichten werden in der Regel als optische Korrosionsschutzschichten oder als Lötgrund verwendet. Um optisch glänzende Schichten zu erzeugen, werden den Nickelbädern Glanzzusätze beigefügt. Da sich Schwefelbestandteile der Zusätze zersetzen, vergilben die Schichten mit der Zeit langsam; daher werden gerne Chromschichten auf galvanischen Nickelschichten aufgebracht. Die Beschichtungsgeschwindigkeit wird über den Stromfluss reguliert. Daher kann man in sehr kurzen Zeiten sehr dicke Schichten abscheiden.

## Anlagen zur Oberflächenbeschichtung
Galvanische Schichten werden in Anlagen abgeschieden, die theoretisch ohne großen Pflegeaufwand des Elektrolyten immer durchlaufen können. Außer regelmäßigen Reinigungszyklen bedürfen die Bäder keiner weiteren aufwendigen Pflege, im Gegensatz zu chemischen Bädern, in denen z. B. chemisch Nickel abgeschieden wird. Über die hohe Abscheidungsgeschwindigkeit und den geringeren Pflegeaufwand im Vergleich zu chemisch Nickel lassen sich wesentlich geringere Kosten und somit günstigere Preise realisieren.